# Пьявченко, Олег Николаевич
Оле́г Никола́евич Пья́вченко (23 октября 1937, Кронштадт, Ленинградская область — 14 января 2015, Таганрог, Ростовская область) — российский учёный, директор ОКБ «МИУС» (1980—1991), заведующий кафедрой Микропроцессорных систем ТРТИ (1991—2014).
Доктор технических наук, профессор. Действительный член Международной Академии Информатизации. Автор более 200 печатных работ, в том числе 7 монографий и учебных пособий и 24 авторских свидетельств на изобретения.
Ученик профессора, действительного члена РАН А. В. Каляева.

## Биография
Родился 23 октября 1937 г. в Кронштадте, Ленинградской области.
Окончил среднюю школу № 2 г. Таганрога с серебряной медалью (1955) и ТРТИ по специальности «Математические и счетно-решающие приборы и устройства» (1960), направлен на работу в СКБ Астраханского завода «Прогресс».
В январе 1961 г. переведён в ТРТИ на кафедру вычислительной техники на должность инженера научно-исследовательского сектора.
В 1967 г. защитил кандидатскую диссертацию в Институте кибернетики АН УССР.
С 1968 по 1979 г. доцент кафедры ВТ, зам. научного руководителя ОКБ при ТРТИ, затем переименованного в ОКБ «МИУС».
С 1980 по 1991 гг. директор – главный конструктор Особого конструкторского бюро «МИУС». Одновременно назначен зав. филиалом кафедры ВТ и ТОК.
В 1982 г. присвоена учёная степень доктора технических наук, а в 1986 г. — звание профессора.
После организации в 1987 г. кафедры МПС — и. о. зав. кафедрой, а в 1991 г. избирается по конкурсу и переходит с должности директора ОКБ «МИУС» на должность заведующего кафедрой МПС ТРТИ, которую занимал до 2014 г.
Умер 14 января 2015 г.

## Научные достижения
Область научных интересов — разработка компьютерных средств моделирования, управления динамическими объектами и поддержки управленческой деятельности.
О. Н. Пьявченко внёс крупный вклад в развитие теории и проектирования цифровых вычислительных систем (ЦВС), ориентированных на решение задач управления сложными динамическими объектами. Он разработал методы и алгоритмы высокопроизводительных цифровых интегрирующих машин и создал теорию предложенного им класса ЦВС — цифровых интегро-арифметических систем. На их базе под его научным руководством и при его непосредственном участии создан ряд оригинальных ЦВС (ИНТАР-270, ИНТАР-274, ИНТАР-475) для полунатурного моделирования систем космических летательных аппаратов, а для решения задач инерциальной навигации — бортовых вычислителей. Бортовой вычислитель И-2107 был запущен в серийное производство.
Кроме того, в НКБ «МИУС» под непосредственным руководством О. Н. Пьявченко были разработаны и внедрены на промышленных предприятиях десятки электронных приборов и изделий вычислительной техники, из которых более 10 освоены в серийном производстве.
Один из создателей (под руководством академика А.В. Каляева) первой в стране цифровой ЭВМ — ЦДА «Метеор-1» (ЦДА - Цифровой Дифференциальный Анализатор), предназначенной для расчёта траекторий баллистических ракет класса «земля-земля» (1961). Впоследствии руководитель разработок ряда изделий вычислительной техники специального назначения.

## Образовательная деятельность
О. Н. Пьявченко вёл работу по подготовке и аттестации кадров высшей квалификации: им подготовлено 10 кандидатов технических наук.

## Организационная деятельность, достижения и награды
В 1994 г. О. Н. Пьявченко избран действительным членом Международной Академии Информатизации.
Вёл научно-организационную работу: был членом Специализированных советов по защитам докторских и кандидатских диссертаций. Организовал и возглавлял в качестве председателя в течение 17 лет ежегодную научно-техническую конференцию с международным участием «Компьютерные и информационные технологии в науке, инженерии и управлении» (сокр. "КомТех"), возглавлял редколлегию сборников трудов этой конференции. После смерти Олега Николаевича конференции было присвоено его имя, ежегодные заседания продолжаются и поныне (организаторы - кафедра Встраиваемых и радиоприёмных систем ИРТСУ ЮФУ, НТЦ "Техноцентр" ЮФУ).
Деятельность Пьявченко О. Н. отмечена правительственными наградами: 9 июля 2002 г. ему было присвоено звание «Заслуженный работник высшей школы Российской Федерации».

## Творческая деятельность
Является автором стихов, которые вошли в сборник «Искры озаренья», в том числе «Голоса сердец» — Антология современной донской поэзии.
В качестве научного консультанта принял участие в издании 46 выпуска альманаха «Вехи Таганрога» за апрель 2011 года, для которого подготовил в соавторстве с И. Ф. Сурженко и А. Н. Головченко очерк «НКБ „МИУС“ ЮФУ — история и современность».
Посмертно был издан и презентован на конференции «КомТех-2015» сборник ранее неопубликованных стихов О. Н. Пьявченко «Откровение».

## Семья
- Жена: Тамила Алексеевна, кандидат технических наук, доцент, преподаватель кафедры Систем автоматического управления ИРТСУ ЮФУ[19][20];
  - сын: Алексей Олегович, кандидат технических наук, доцент кафедры вычислительной техники[21] ИКТИБ ЮФУ, заместитель заведующего кафедрой ВТ по научной работе[22];
  - дочь: Державина (Пьявченко) Екатерина Олеговна.

## Документы
- «Вехи Таганрога», № 46 (апрель 2011 г.): https://web.archive.org/web/20180806055027/http://80.68.5.26:8080/docushare/dsweb/Get/Document-2602/46_2011.pdf